# Solomon và Sheba
Solomon và Sheba (tiếng Anh: Solomon and Sheba) là một bộ phim sử thi lãng mạn của đạo diễn King Vidor, được trình chiếu lần đầu vào năm 1959.
Truyện phim dựa theo một sự tích trong Kinh Thánh Do Thái về cuộc đời vua Solomon.

## Nội dung
Trước khi băng hà, vua David nhận được mặc khải của Thiên Chúa phải chọn con trai thứ Solomon kế vị, anh của Solomon là Adonias bất bình và thề rằng sẽ tìm cách chiếm được ngai vàng. Trong khi đó Pharaoh Ai Cập có một giao ước với Nữ hoàng xứ Sheba, đồng ý nhượng một hải cảng tại Hồng Hải cho nàng, đổi lại nàng tìm cách quyến rũ và tiêu diệt Solomon, người đang trị vì nước Israel thịnh vượng bằng tài trí và đức độ của mình. Khi đã thành công và sắp đưa Solomon tới diệt vong thì Nữ hoàng Sheba lại cầu xin Thiên Chúa cứu Solomon, đổi lại, nàng sẽ từ bỏ hết các thần linh của mình để chỉ thờ một Thiên Chúa.

## Ê-kíp sản xuất
- Âm thanh: David Hildyard, Fred Hughesdon

### Phân vai
- Yul Brynner... Vua Solomon
- Gina Lollobrigida... Nữ hoàng Sheba
- Marisa Pavan... Abishag
- David Farrar... Pharaoh (Siamun)
- Harry Andrews... Baltor
- John Crawford... Joab
- Laurence Naismith... Hezrai (credited as Lawrence Naismith)
- Finlay Currie... Vua David
- Jean Anderson... Takyan
- William Devlin... Nathan
- Jack Gwillim... Josiah
- José Nieto... Ahab (credited as Jose Nieto)
- George Sanders... Adonijah
- Maruchi Fresno... Bathsheba (uncredited)
- Ramiel Peña... Zadok (uncredited)